# Lista de atletas brasileiros nos Jogos Olímpicos de Inverno de 2018
A lista a seguir discrimina os atletas brasileiros que participaram da PyeongChang 2018, independentemente de terem logrado êxito na busca por medalhas.
Nos Jogos Olímpicos de Inverno de 2018, os Jogos de Inverno de número XXIII, em PyeongChang, na Coreia do Sul, o Brasil participou de sua trigésima Olimpíada, sendo a oitava participação nos Jogos de Inverno, com 9 atletas disputando cinco esportes: esqui alpino, bobsled, esqui cross-country, patinação artística e snowboard. Nenhuma medalha foi conquistada nesses Jogos.
Subsedes:
Os eventos da sede foram todos disputados na região de Daegwallyeong (algumas partidas do hóquei no gelo, biatlo, esqui cross-country, saltos de esqui, combinado nórdico, algumas provas do esqui alpino, bobsled, luge, skeleton e as cerimônias de abertura e encerramento). Mais três subsedes acolheram esportes: Gangneung (algumas partidas do torneio de hóquei no gelo, curling, patinação artística, patinação de velocidade em pista curta e patinação de velocidade); Bukpyeong (alguns eventos do esqui alpino); Bongpyeong (esqui estilo livre e snowboard).
Destaques:
Matheus Figueiredo foi o chefe da delegação brasileira em que uma das maiores esperanças de desempenho era de Isabel Clark no "snowboard cross", mas ela se machucou durante uma sessão de treinos na véspera das provas e acabou não competindo; assim a melhor colocação brasileira foi o 23.° lugar da "equipe de bobsled" com Edson Bindilatti, Edson Martins, Odirlei Pessoni e Rafael Souza; Bindilatti e Martins também compuseram a "dupla de bobsled" que conquistou uma 27.ª colocação; destaque também para a 24.ª posição de Isadora Williams no "individual da patinação artística".
Abaixo segue a relação dos esportistas brasileiros participantes da PyeongChang 2018.

## Esqui alpino
Masculino
| Atleta        | Modalidade     | Rodada 1            | Rodada 2            | Total           | Total           | Referências(s) |
| Atleta        | Modalidade     | Resultado Colocação | Resultado Colocação | Resultado final | Colocação final | Referências(s) |
| ------------- | -------------- | ------------------- | ------------------- | --------------- | --------------- | -------------- |
| Michel Macedo | super-G        | _                   | _                   | DNS             | =49.°           | [ 6 ]          |
| Michel Macedo | slalom gigante | DNF =86.°           | DNS =86.°           | NM              | =86.°           | [ 7 ]          |
| Michel Macedo | slalom         | DNF =53.°           | DNS =53.°           | NM              | =53.°           | [ 8 ]          |

## Bobsled
Masculino
| Atleta                                                               | Modalidade    | Rodada 1            | Rodada 2            | Rodada 3            | Rodada 4            | Total           | Total           | Referências(s) |
| Atleta                                                               | Modalidade    | Resultado Colocação | Resultado Colocação | Resultado Colocação | Resultado Colocação | Resultado final | Colocação final | Referências(s) |
| -------------------------------------------------------------------- | ------------- | ------------------- | ------------------- | ------------------- | ------------------- | --------------- | --------------- | -------------- |
| Edson Bindilatti Edson Martins                                       | dois homens   | 50.14 27.°          | 50.22 28.°          | 50.35 29.°          | DNS                 | 2:30.71         | 27.°            | [ 9 ]          |
| Edson Bindilatti Edson Martins Odirlei Pessoni Rafael Souza da Silva | quatro homens | 49.75 25.°          | 49.94 =24.°         | 49.80 22.°          | DNS                 | 2:29.49         | 23.°            | [ 10 ]         |

## Esqui cross-country
Masculino
| Atleta        | Modalidade         | Qualificação | Resultado | Colocação | Referências(s) |
| ------------- | ------------------ | ------------ | --------- | --------- | -------------- |
| Victor Santos | estilo livre 15 km | 47:09.9      | 106.°     | 106.°     | [ 11 ]         |

Feminino
| Atleta           | Modalidade         | Qualificação | Resultado | Colocação | Referências(s) |
| ---------------- | ------------------ | ------------ | --------- | --------- | -------------- |
| Jaqueline Mourão | estilo livre 10 km | 30:50.3      | 74.°      | 74.°      | [ 12 ]         |

## Patinação artística
Feminino
| Atleta           | Modalidade | Programa curto | Programa longo | Colocação final | Referência(s) |
| ---------------- | ---------- | -------------- | -------------- | --------------- | ------------- |
| Isadora Williams | simples    | 55.74 17.°     | 88.44 24.°     | 144.18 24.°     | [ 13 ]        |

## Snowboard
Feminino
| Atleta               | Modalidade | Preliminar          | Quartas de final    | Semifinal           | Final               | Colocação final | Referência(s) |
| Atleta               | Modalidade | Resultado Colocação | Resultado Colocação | Resultado Colocação | Resultado Colocação | Colocação final | Referência(s) |
| -------------------- | ---------- | ------------------- | ------------------- | ------------------- | ------------------- | --------------- | ------------- |
| Isabel Clark Ribeiro | snow cross | DNS =25.°           | Não avançou         | Não avançou         | Não avançou         | =25.°           | [ 14 ]        |